# Motohiro Yoshida
Motohiro Yoshida (吉田 宗弘 Yoshida Motohiro?), född 25 augusti 1974, är en japansk tidigare fotbollsspelare.
Han blev utsedd till J.Leagues "Best Eleven" 2005.